# Пріча Тіракіджпонг
Пріча Тіракіджпонг (тай. ดร.ปรีชา ถิรกิจพงศ์, англ. Dr. Preecha Tirakijpong) — тайський підприємець, президент Preecha Group Public Co Ltd. Почесний Генеральний консул України у Королівстві Таїланд.

## Біографія
Народився у січні 1944 року в Таїланді. Закінчив Університет Чандракасема Раджабхата, здобув докторський ступінь.
З 1994 року є президентом Preecha Group Public Co Ltd, яка займається продажем та орендою нерухомості, включаючи житлові проєкти, таунхауси та офісні будівлі.
Почесний Генеральний консул України у Королівстві Таїланд.

## Нагороди
- орден «За заслуги» III ступеня (5 грудня 2002) — за вагомий особистий внесок у розвиток українсько-тайського співробітництва[6];